# اسپرسی آذری
اسپرسی آذری، اسپرسی پرزدار (نام علمی: Hedysarum papillosum) نام یک گونه از سرده اسپرسی است.